# روز فرهنگ

روز فرهنگ، بونکا نو هی (به ژاپنی: 文化の日 Bunka no Hi) یکی از تعطیلات عمومی در ژاپن است.